# Zakaria Chibab
Zakaria Chibab (Líbano, 5 de marzo de 1926-1984) fue un deportista libanés especialista en lucha grecorromana donde llegó a ser subcampeón olímpico en Helsinki 1952.

## Carrera deportiva
En los Juegos Olímpicos de 1952 celebrados en Helsinki ganó la medalla de plata en lucha grecorromana estilo peso gallo, tras el húngaro Imre Hódos (oro) y por delante del soviético Artem Teryan (bronce).